# Effizienzlücke
Die Effizienzlücke ist eine Berechnungsmethode, um die Auswirkungen von Gerrymandering auf die Zuweisung von Wählern zu Wahlbezirken in einer Mehrheitswahl zu vergleichen. Gerrymandering ist die Manipulation von Wahlkreisgrenzen in einem Mehrheitswahlsystem, um die Anzahl der von einer politischen Partei gewonnenen Wahlbezirke auf Kosten einer anderen Partei zu erhöhen. Die Effizienzlücke wurde 2014 von dem Juraprofessor Nicholas Stephanopoulos und dem Politikwissenschaftler Eric McGhee von der University of Chicago entwickelt und wird als die am genauesten untersuchte Methode zur Messung von Gerrymandering bezeichnet. Der Kern der Berechnung besteht darin, über alle Wahlbezirke hinweg die verschwendeten Stimmen der Kandidaten jeder Partei zu addieren. Die Effizienzlücke ist die Differenz zwischen den verschwendeten Stimmen der beiden Parteien, dividiert durch die Gesamtzahl der Stimmen. Stephanopoulos und McGhee argumentierten die Effizienzlücke wäre gleich Null bei einer fairen Wahlkreisverteilung und zwei etwa gleich populären Parteien, mit einer gleichen Anzahl verschenkter Stimmen beider Parteien.
Teilweise unter Berufung auf eine Effizienzlücke von 11,69 % zugunsten der Republikaner entschied ein US-Bezirksgericht 2016 im Fall „Gill v. Whitford“ gegen die Legislativbezirkgrenzen von Wisconsin im Jahr 2011. Es war das erste Urteil eines US-Bundesgerichts, das eine Veränderung von Wahlbezirken aufgrund der Bevorzugung einer politischen Partei aufhob. Bei den Wahlen in Wisconsin 2012 hatten republikanische Kandidaten 48,6 % der Stimmen, gewannen aber 61 % der 99 Bezirke. Das Gericht stellte fest, dass die unterschiedliche Behandlung demokratischer und republikanischer Wähler gegen die 1. und 14. Zusatzartikel zur Verfassung der Vereinigten Staaten verstieß. Der Wisconsin Staat hat gegen das Urteil des Bezirksgerichts „Gill v. Whitford“ Berufung beim Obersten Gerichtshof eingelegt.
Die Effizienzlücke kann auch als Sitzvorteil dargestellt werden, zum Beispiel sind North Carolina und Pennsylvania die beiden US-Bundesstaaten mit dem höchsten Sitzvorteil von 3 Sitzen.
Verwandt zur Effizienzlücke sind die unberücksichtigten Stimmen, die bei der Verhältniswahl zutreffen. Die Sperrklausel in allen Verhältniswahlen verursacht unberücksichtigte Stimmen, wobei zweistellige prozentuale Werte erreicht werden können. Diese unberücksichtigte Stimmen errechnen sich aus der Addition der prozentualen Stimmenanteile von Parteilisten unterhalb der Sperrklausel, in Deutschland auch als Fünf-Prozent-Hürde bezeichnet.

## Rechenbeispiel
Das folgende Beispiel veranschaulicht die Berechnung der Effizienzlücke. Es gibt zwei Parteien, A und B. Laut dem Originalpapier sind verschwendete Stimmen für den Gewinner (sagen wir A) diejenigen, die über der erforderlichen Gewinn-Schwelle liegen, d. h. über 50 % plus eins. Es gibt im Beispiel 500 Wähler, die in 5 Bezirke mit jeweils 100 Wählern aufgeteilt sind. Im Beispiel hatte Partei A nur etwa 45 % der Stimmen, gewann aber 4 der 5 Bezirke wie folgt:
| Bezirk    | A-Stimmen | B-Stimmen | Gewinner | A verschwendeten Stimmen | B verschwendeten Stimmen |
| --------- | --------- | --------- | -------- | ------------------------ | ------------------------ |
| 1         | 53        | 47        | A        | 2                        | 47                       |
| 2         | 53        | 47        | A        | 2                        | 47                       |
| 3         | 53        | 47        | A        | 2                        | 47                       |
| 4         | 53        | 47        | A        | 2                        | 47                       |
| 5         | 15        | 85        | B        | 15                       | 34                       |
| Insgesamt | 227       | 273       | 4-A, 1-B | 23                       | 222                      |

Die Effizienzlücke ist die Differenz der verschwendeten Stimmen der beiden Parteien geteilt durch die Gesamtzahl der Stimmen.
- Alle Stimmen für einen unterlegenen Kandidaten sind verschwendet.
- Um einen Bezirk zu gewinnen, sind 51 Stimmen erforderlich, daher sind die überschüssigen Stimmen für den Gewinner verschwendete Stimmen.

Effizienzlücke = {\displaystyle {\frac {222-23}{500}}=39,8\%} zugunsten von Partei A.
Partei A hat weniger als die Hälfte der Stimmen, aber weit mehr Stimmen von Partei B werden verschwendet, sodass die Partei A die Wahl mit 4:1 gewinnt.